# Grubenpapille
Die Grubenpapille (auch bekannt als „Optic Pit“) ist eine seltene Augenerkrankung, die durch eine meist angeborene, einseitige Vertiefungen im Sehnervenkopf gekennzeichnet ist, die rund oder oval sowie grau, weiß oder gelblich sein können.

## Effekte und Nebenwirkungen
Mehrere solcher Vertiefungen können im Auge auftreten, wobei die Anomalie am häufigsten im inferotemporalen Bereich des Sehnervenkopfes lokalisiert ist, obwohl jeder Bereich vielleicht durchaus betroffen ist. Es können verschiedene Effekte bei den Patienten diagnostiziert werden: z. B. sind die Patienten häufig asymptomatisch oder zeigen sog. „Gesichtsfelddefekte“. 
Weitere Effekte können insbesondere ein parazentrales Bogengang-Skotom in Verbindung mit einem vergrößerten blinden Fleck sein. Bei anderen Patienten kann sich auch eine seröse Makulaabhebung (Makulopathie) entwickeln. Die Bedingung hierbei ist, dass Flüssigkeit aus dem vitrealen oder subarachnoidalen Raum durch den „Optic Pit“ in den subretinalen Raum gelangt, wodurch es zu einer Ablösung der Retina von ihrer unterstützenden Schicht kommt. Betroffene berichten dabei oft von plötzlichen visuellen Störungen wie verschwommenem Sehen, zentralen Gesichtsfeldausfällen oder einer verzerrten Wahrnehmung, daher ist eine frühzeitige Erkennung und Behandlung von entscheidender Bedeutung, da diese Symptome erhebliche Auswirkungen auf die Lebensqualität haben.

## Ursachen und Entstehung der Grubenpapille
Das komplexe Phänomen der Grubenpapille ist unter Wissenschaftlern umstritten und bis heute noch nicht vollständig aufgeklärt. Einige Wissenschaftler glauben, dass genetische Faktoren eine Rolle spielen könnten, obwohl spezifische Gene oder genetische Pfade noch nicht identifiziert wurden. Die Fehlentwicklung scheint während der embryonalen Entwicklung des Auges stattzufinden, insbesondere während der Differenzierung der Netzhautzellen und der Formation des Sehnervs.

## Behandlung
Die Behandlung der Grubenpapille richtet sich nach individuellen Symptomen und Begleitumständen des Patienten. Bei dem Fall der Netzhautablösung können chirurgische Maßnahmen wie eine Vitrektomie notwendig sein. Diese Eingriffe sind darauf ausgerichtet, das Sehvermögen zu erhalten oder sogar zu verbessern. Auch regelmäßige Kontrolluntersuchungen können zusätzlich vorgenommen werden, um den Zustand der Netzhaut und des Sehnervs zu überwachen und auf frühzeitige Veränderungen zu reagieren.